# Góntar
Góntar es una entidad de población española del municipio de Yeste, perteneciente a la provincia de Albacete, en la comunidad autónoma de Castilla-La Mancha.

## Historia
Hacia mediados del siglo XIX, el lugar, ya por entonces perteneciente a Yeste, tenía contabilizadas 40 casas. Aparece descrito en el octavo volumen del Diccionario geográfico-estadístico-histórico de España y sus posesiones de Ultramar de Pascual Madoz de la siguiente manera:

GONTAR: cortijada en la prov. de Albacete, part. jud. y térm. jurisd. de Yeste: tiene 40 casas, habitadas por igual número de vecinos, dedicados principalmente á la agricultura.
(Madoz, 1847, p. 444)

En 2022, la entidad singular de población tenía empadronados 69 habitantes.